# Thymus polytrichus
Espèce
Classification phylogénétique
Statut de conservation UICN

 LC  : Préoccupation mineure
Thymus polytrichus, le Thym subalpin ou Thym à pilosité variable, est une espèce de plantes à fleurs de la famille des Lamiaceae. C'est une plante de montagnes trouvée en Europe.

## Synonymes
- Thymus praecox subsp. polytrichus (A. Kern. ex Borbás) Jalas
- Thymus balcanus Borbás
- Thymus trachselianus Opiz

## Répartition
Montagnes du sud-est de l'Europe. France : Jura, Alpes, de 1 200 à 2 800 m.

## Habitat
Pelouses ouvertes mésophiles à mésoxérophiles de montagnes.